# یواس‌اس اندیان (اس‌پی-۷۰۷)
یواس‌اس اندیان (اس‌پی-۷۰۷) (به انگلیسی: USS Endion (SP-707)) یک کشتی بود که طول آن ۱۰۰ فوت (۳۰ متر) بود. این کشتی در سال ۱۸۹۸ ساخته شد.